# Classica di Amburgo 2009
La Classica di Amburgo 2009 (ufficialmente Vattenfall Cyclassics per motivi di sponsorizzazione), quattordicesima edizione della corsa, si svolse il 16 agosto 2009 su un percorso di 213,7 km. Fu vinta dallo statunitense Tyler Farrar, che terminò la gara in 5h 30' 38" imponendosi in una volata di gruppo.

## Percorso
La Vattenfall Cyclassics si è corsa su un circuito di 213,7 km attraverso la città di Amburgo e la campagna circostante. Il percorso è prevalentemente pianeggiante e adatto ai velocisti.

## Squadre e corridori partecipanti
Al via si sono presentate le diciotto squadre del circuito ProTour. Invitate fra le squadre continentali sono l'olandese Skil-Shimano e l'austriaca Vorarlberg-Corratec.
| N.    | Cod. | Squadra           |
| ----- | ---- | ----------------- |
| 1-9   | THR  | Team Columbia-HTC |
| 11-19 | QST  | Quick Step        |
| 21-29 | KAT  | Team Katusha      |
| 31-39 | AST  | Astana Team       |
| 41-49 | SAX  | Team Saxo Bank    |
| 51-59 | LIQ  | Liquigas          |
| 61-69 | GCE  | Caisse d'Epargne  |
| 71-79 | SIL  | Silence-Lotto     |
| 81-89 | RAB  | Rabobank          |
| 91-99 | GRM  | Garmin-Slipstream |

| N.      | Cod. | Squadra               |
| ------- | ---- | --------------------- |
| 101-109 | EUS  | Euskaltel-Euskadi     |
| 111-119 | LAM  | Lampre-N.G.C.         |
| 121-129 | A2R  | AG2R La Mondiale      |
| 131-139 | FDJ  | Française des Jeux    |
| 141-149 | COF  | Cofidis               |
| 151-159 | BBO  | BBox Bouygues Telecom |
| 161-169 | MRM  | Team Milram           |
| 171-179 | FUJ  | Fuji-Servetto         |
| 181-189 | SKS  | Skil-Shimano          |
| 191-199 | VBG  | Vorarlberg-Corratec   |

## Ordine d'arrivo (Top 10)
| Pos. | Corridore        | Squadra       | Tempo    |
| ---- | ---------------- | ------------- | -------- |
| 1    | Tyler Farrar     | Garmin        | 5h30'38" |
| 2    | Matti Breschel   | Saxo Bank     | s.t.     |
| 3    | Gerald Ciolek    | Team Milram   | s.t.     |
| 4    | Allan Davis      | Quick Step    | s.t.     |
| 5    | Koldo Fernández  | Euskaltel     | s.t.     |
| 6    | Davide Viganò    | Fuji-Servetto | s.t.     |
| 7    | Daniele Bennati  | Liquigas      | s.t.     |
| 8    | Fabio Sabatini   | Liquigas      | s.t.     |
| 9    | Marco Bandiera   | Lampre-N.G.C. | s.t.     |
| 10   | Jacopo Guarnieri | Liquigas      | s.t.     |

## Punteggi UCI
| Pos. | Corridore        | Squadra       | Punti |
| ---- | ---------------- | ------------- | ----- |
| 1    | Tyler Farrar     | Garmin        | 80    |
| 2    | Matti Breschel   | Saxo Bank     | 60    |
| 3    | Gerald Ciolek    | Team Milram   | 50    |
| 4    | Allan Davis      | Quick Step    | 40    |
| 5    | Koldo Fernández  | Euskaltel     | 30    |
| 6    | Davide Viganò    | Fuji-Servetto | 22    |
| 7    | Daniele Bennati  | Liquigas      | 14    |
| 8    | Fabio Sabatini   | Liquigas      | 10    |
| 9    | Marco Bandiera   | Lampre-N.G.C. | 6     |
| 10   | Jacopo Guarnieri | Liquigas      | 2     |

| Pos. | Squadra                | Punti |
| ---- | ---------------------- | ----- |
| 1    | Team Garmin-Slipstream | 80    |
| 2    | Team Saxo Bank         | 60    |
| 3    | Team Milram            | 50    |
| 4    | Quick Step             | 40    |
| 5    | Euskaltel-Euskadi      | 30    |
| 6    | Liquigas               | 26    |
| 7    | Fuji-Servetto          | 22    |
| 8    | Lampre-N.G.C.          | 6     |

| Pos. | Nazione     | Punti |
| ---- | ----------- | ----- |
| 1    | Stati Uniti | 80    |
| 2    | Danimarca   | 60    |
| 3    | Italia      | 54    |
| 4    | Germania    | 50    |
| 5    | Australia   | 40    |
| 6    | Spagna      | 30    |